# Discocalyx sessilifolia
Discocalyx sessilifolia är en viveväxtart som beskrevs av Elmer Drew Merrill. Discocalyx sessilifolia ingår i släktet Discocalyx och familjen viveväxter. Inga underarter finns listade i Catalogue of Life.